# Strandstoel

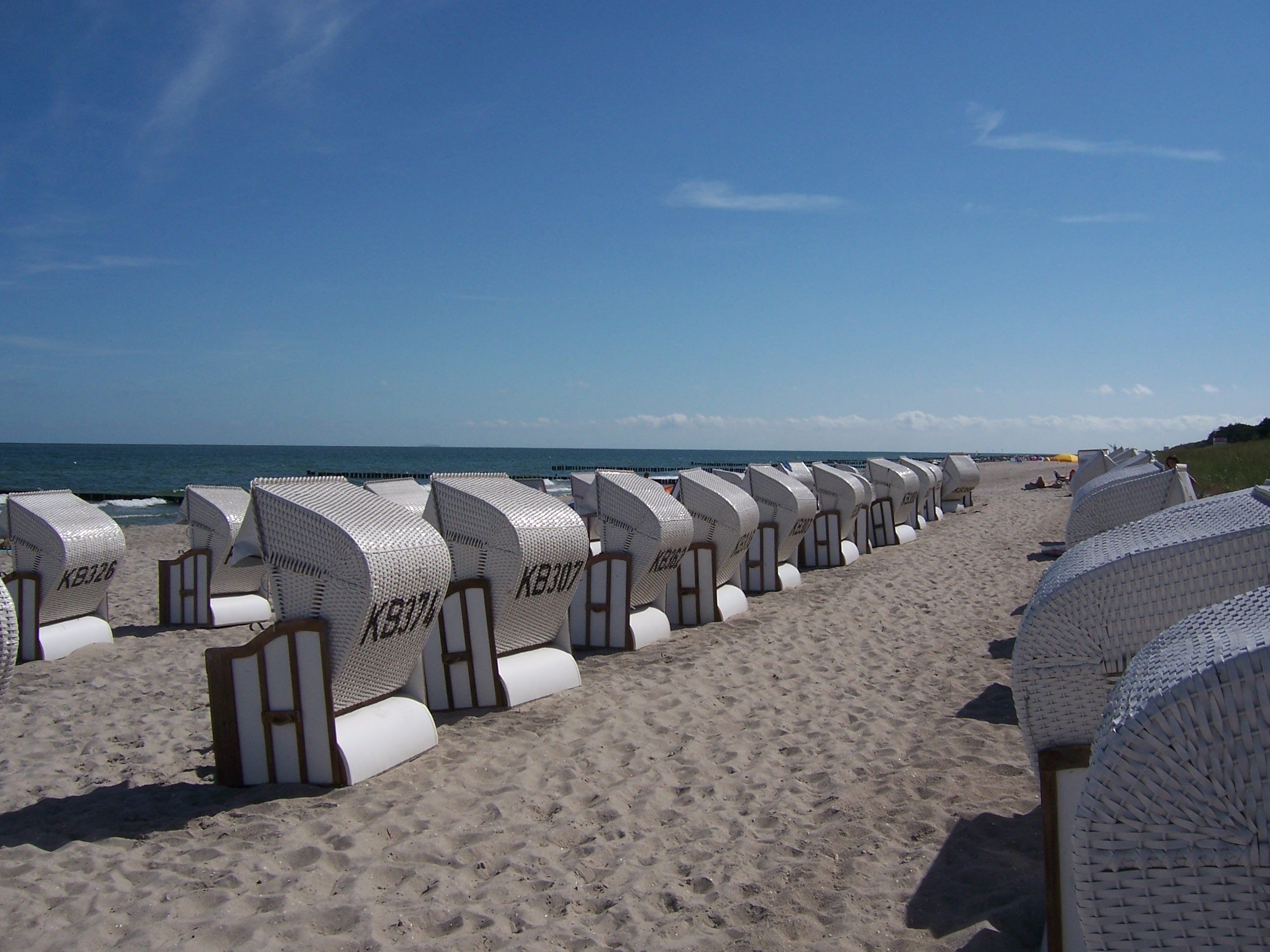
Rijen Strandkörbe (strandstoelen) te huur aan de strandboulevard van Zingst, Duitsland, 2006

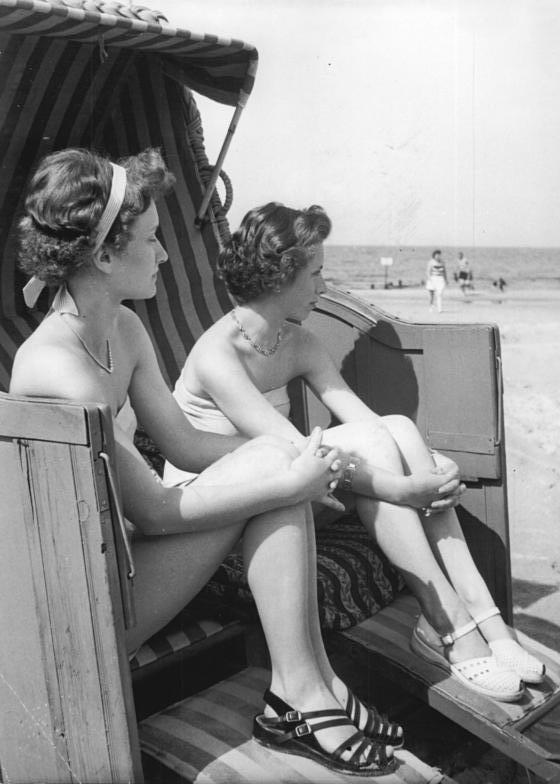
Toeristen bezetten een Strandkorb op het schiereiland Darss, Oost-Duitsland, 1955

Een strandstoel of strandkorf (uit het Duits, letterlijk: 'strandmand'; Deens: strandkurv) is een speciaal zitmeubel met een windscherm met kap dat wordt gebruikt in vakantie- en badplaatsen, gemaakt van riet, houten panelen en canvas, meestal voor maximaal twee personen, met verstelbare rugleuningen. Het is ontworpen om comfortabel te zitten en te beschermen tegen wind, regen, zandvlagen en zonnebrand in badplaatsen aan zee waar veel toeristen komen. Andere ingebouwde details, zoals uitschuifbare voetsteunen, zonnescherm, klaptafels aan de zijkant en opbergruimte, bieden de gebruiker verschillende gemakken.
Strandkörbe zijn te vinden in bijna alle badplaatsen aan de Noord- en Oostzee in Nedersaksen, Sleeswijk-Holstein en Mecklenburg-Vorpommern, maar ook op andere badplaatsen waar plotselinge schommelingen in ongunstige weersomstandigheden en windvlagen kunnen voorkomen. De strandstoel wordt beschouwd als een cultobject van de Duitse Gemütlichkeit. Van de lente tot de herfst kunnen ze meestal worden gehuurd bij strandkorfwachters. Er zijn twee verschillende vormen te onderscheiden, de rechte hoekige Noordzeevariëteit en de ronde rollende Oostzeevariëteit.
Tot in de jaren zestig van de 20e eeuw waren strandstoelen vaak zware rieten korfstoelen, die beschutting gaven tegen de felle zon en opwaaiend zand. Men zat als het ware in een cocon. Deze stoelen werden onpraktisch omdat ze zwaar waren, niet te stapelen en lastig neer te zetten zonder dat ze omvielen. Om een ouderwetse strandstoel te plaatsen moest eerst een kuil worden gegraven.
Tegenwoordig bedoelt men met een 'strandstoel' vaak een opklapbare ligstoel met een zitting van textiel, waarmee men door uitklappen snel een comfortabele zitplaats op een strand of dek verkrijgt. Strandstoelen van dit type worden soms ook vouwstoelen of 'dekstoelen' genoemd.

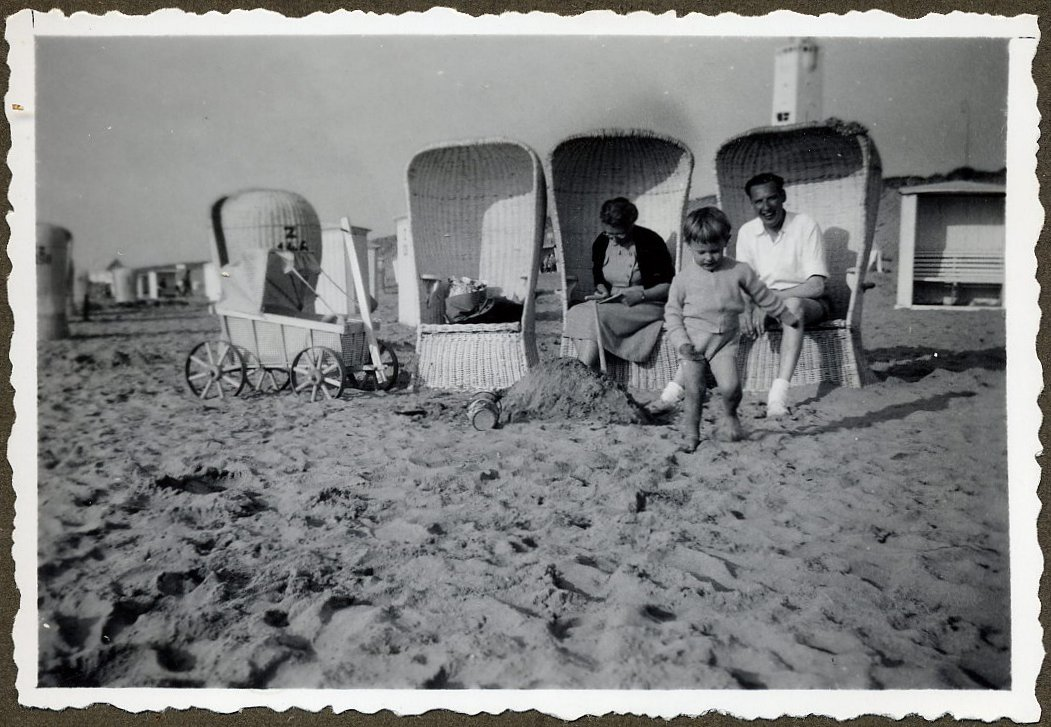
Rieten strandstoelen jaren 50 van de 20e eeuw met houten bolderwagen ervoor in Noordwijk aan Zee

## Oorsprong

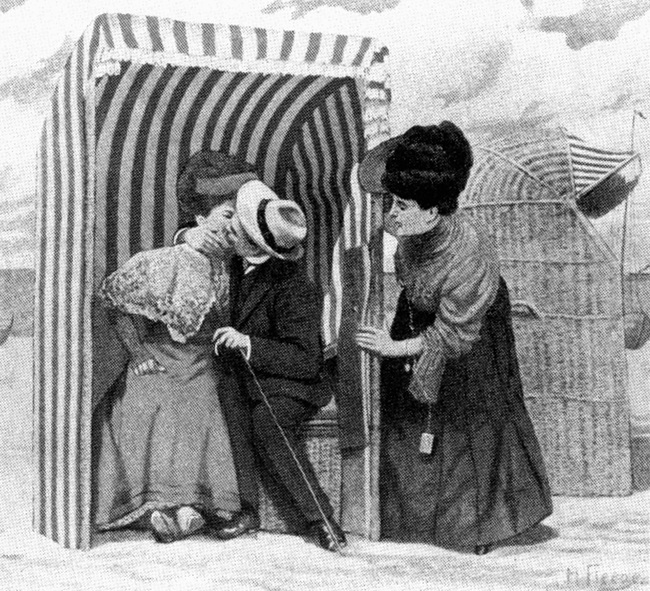
Een ansichtkaart uit 1900 met daarop een Strandkorb

De Strandkorb werd in 1882 uitgevonden door de Duitse mandenmaker Wilhelm Bartelmann in Rostock, oorspronkelijk voor zijn klant Elfriede Maltzahn, die aan reuma leed en in zijn werkplaats had gevraagd om een "zitgelegenheid voor op het strand die beschutting zou bieden tegen de zon en de wind". 
De familie van Bartelmann bestond uit mandenmakers uit Lübeck.Op 25-jarige leeftijd opende Wilhelm zijn eigen mandenvlechterij in Rostock, waar hij ook aangesteld werd als mandenmaker van de groothertog van Mecklenburg-Schwerin. Bartelmanns strandstoel veroorzaakte zoveel sensatie onder andere strandbezoekers, die ook comfortabel op het strand wilden zitten, dat de vraag naar zijn Strandkorb enorm toenam. 
In 1883 opende Bartelmanns vrouw Elisabeth de eerste Strandkorb-verhuurservice bij de vuurtoren van Warnemünde in Warnemünde. De eerste prototypes waren eenzitters en verschenen al snel op andere plaatsen aan de Duitse kust. Een jaar later ontwikkelde Bartelmann ook een tweezitsversie. Sinds ongeveer 1910 is het standaard strandstoel model een tweezitter, het ontwerp en de constructie is sindsdien weinig veranderd.

De vervaardiging van rieten fauteuils met overdekte, hoog opstaande kappen is bekend en overgeleverd in het Europese mandenmakersambacht sinds het einde van de 16e eeuw. De meubels werden vooral gebruikt voor grote koude kamers en tochtige binnenomgevingen. Het gebruik is bekend in zowel stads- als boerderijen in Nederland en Duitsland. In de 18e eeuw werden dergelijke zitmeubels ook aangetroffen in paleizen in Engeland, Schotland en Ierland.

## Afbeeldingen

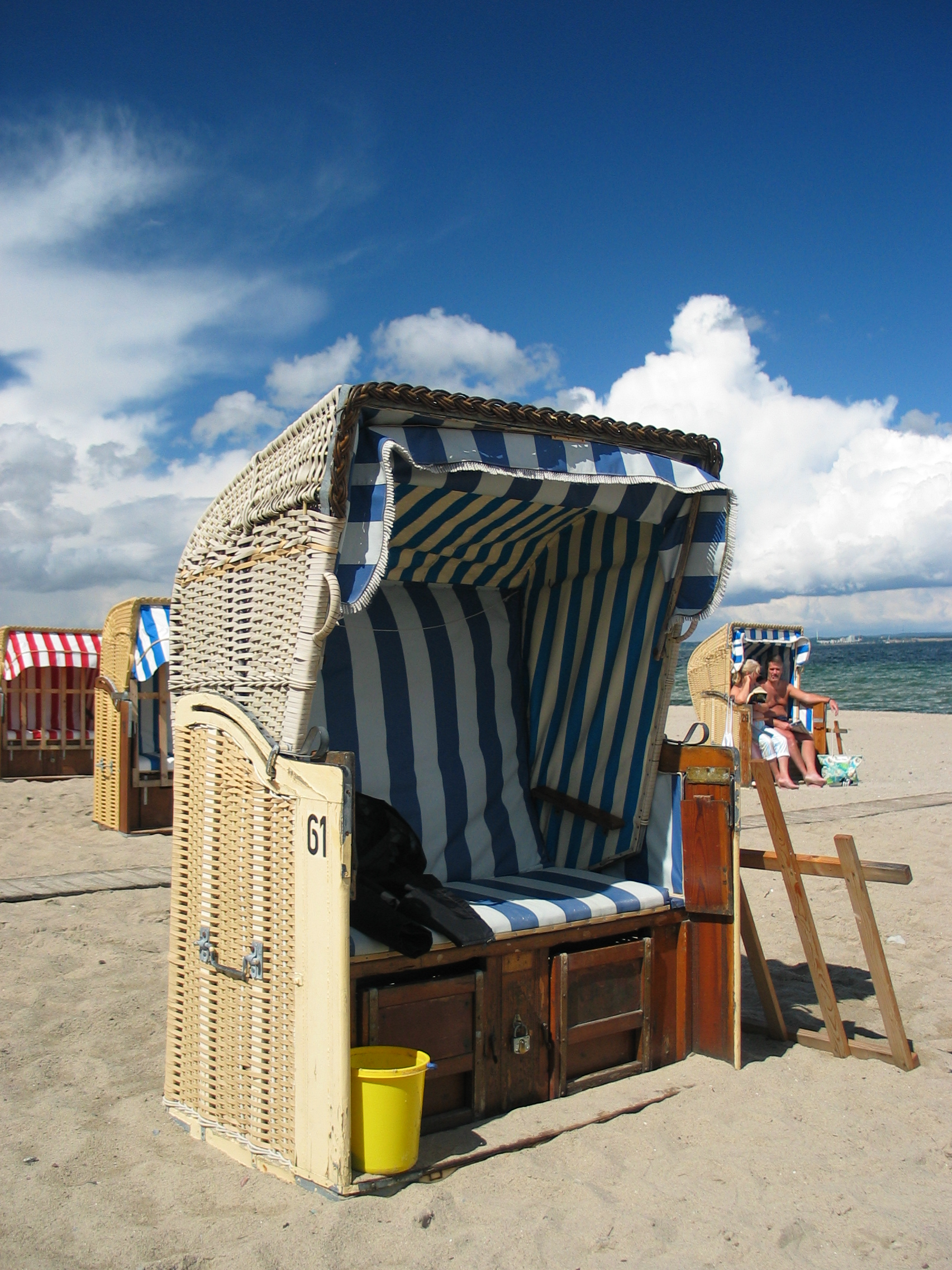
Tweezitter op Sylt (Duitsland)
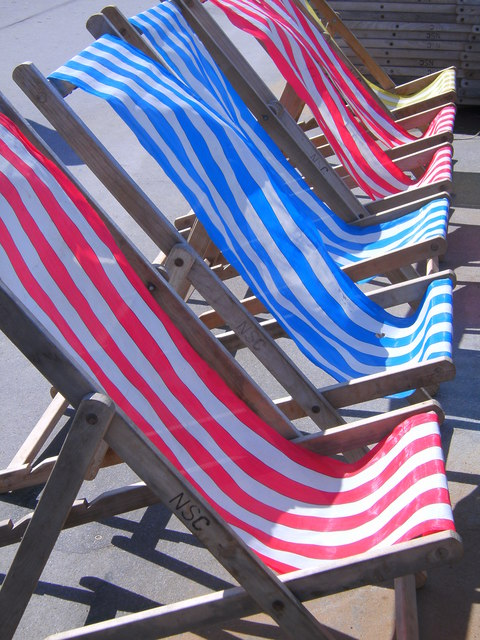
Opvouwbare Engelse dekstoelen
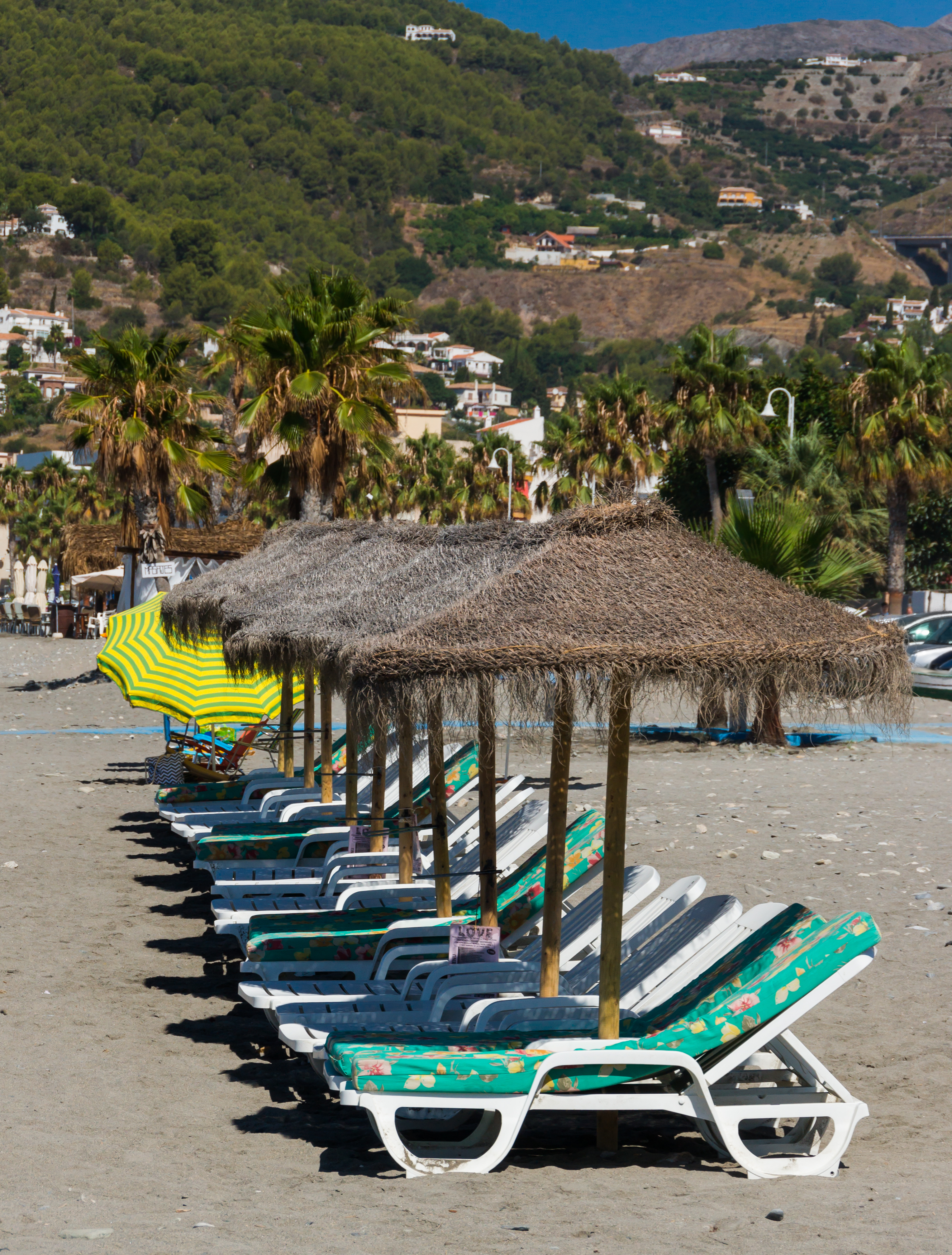
Ligstoelen op het strand in Andalusië
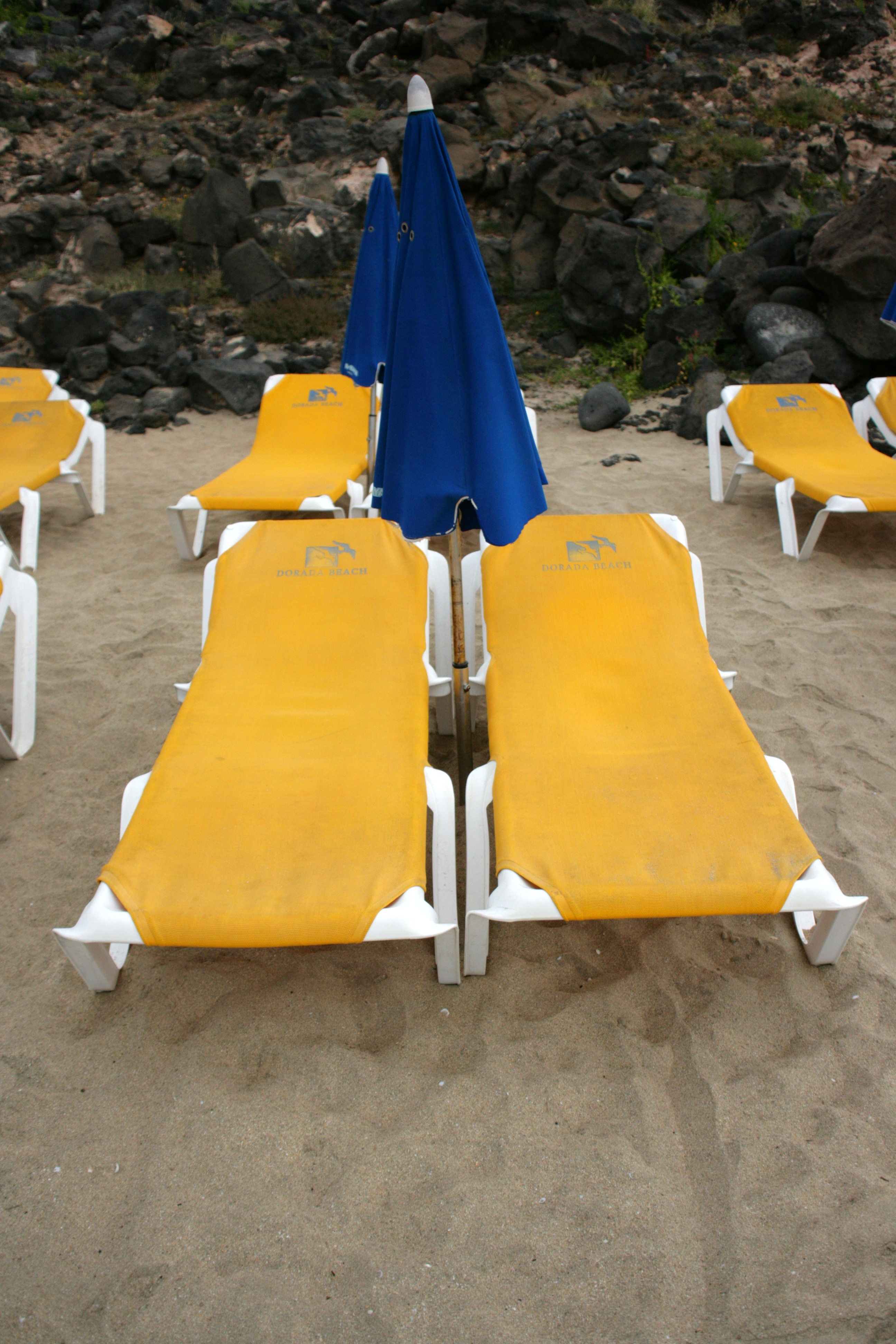
Strandstoelenverhuur op Lanzarote